# Leeds Minster

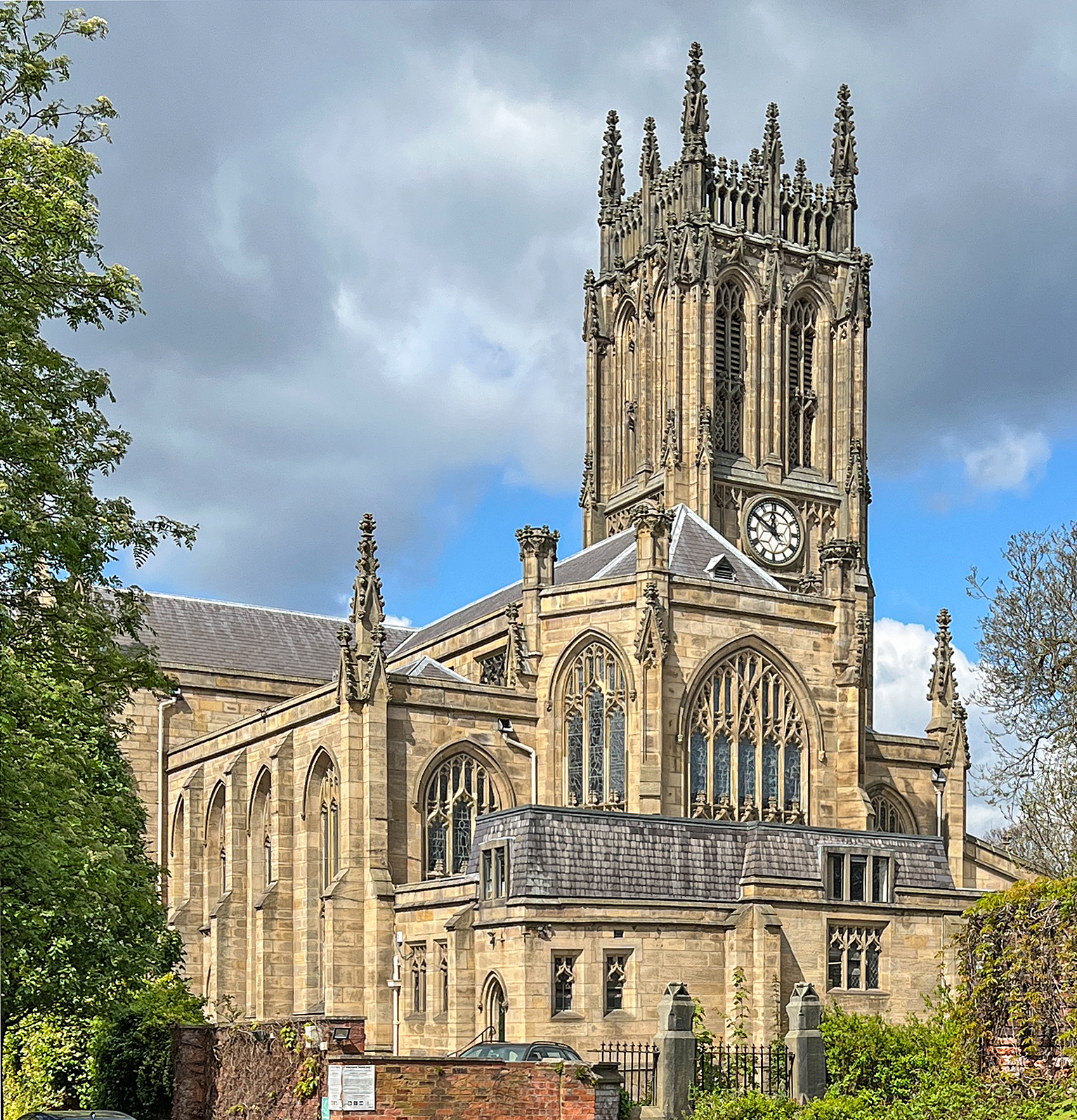
Leeds Minster (von Südosten)

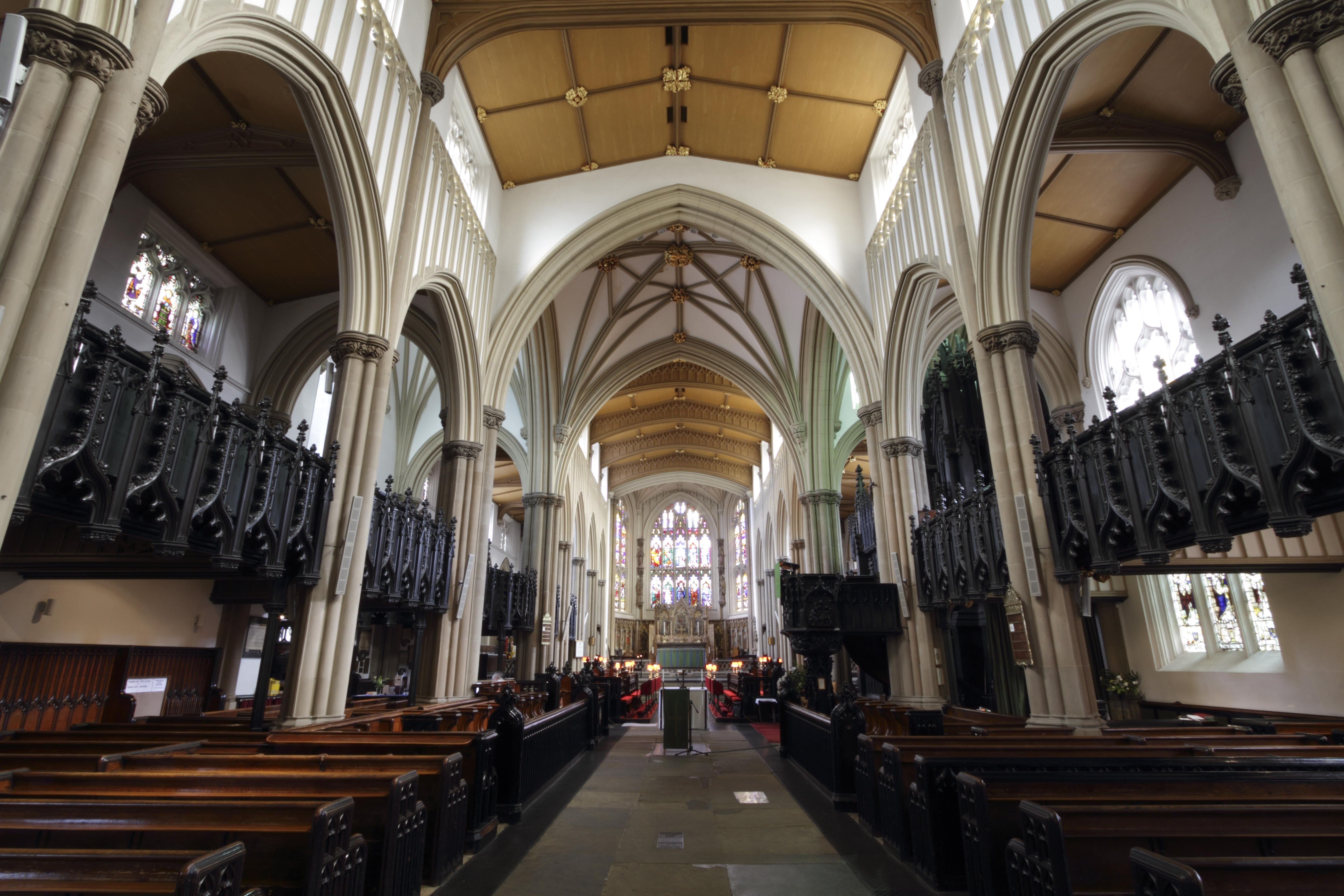
Langhaus und Chor

Das zur Church of England gehörende neugotische Leeds Minster (genauer: Minster and Parish Church of Saint Peter-at-Leeds) in der mittelenglischen Metropole Leeds trägt das Patrozinium des Apostels Petrus und ist die Hauptpfarrkirche der Stadt; es ist als Grade-I-Bauwerk eingestuft und gehört zum Major Churches Network.

## Lage
Die mittelenglische Groß- und Industriestadt Leeds liegt am River Aire, einem Nebenfluss der Ouse, in einer Höhe von knapp 50 m. Das Minster erhebt sich nahe beim Fluss im Osten der Altstadt.

## Geschichte
Mehrere aufwendig bearbeitete Steinkreuze aus dem 10. Jahrhundert, von denen Bruchstücke bei den Abrissarbeiten von 1838 im Mauerwerk gefunden wurden, zeugen von der frühen kultischen Bedeutung des Platzes. Im Domesday Book Wilhelms des Eroberers von 1086 ist für Leeds eine Kirche mit Grundbesitz und einem Priester verzeichnet. Diese wurde, parallel zum Bedeutungszuwachs des Ortes, mehrfach umgebaut und vergrößert. Zu Beginn des 19. Jahrhunderts war sie heruntergekommen und baufällig; für die im Zuge der Industrialisierung stark angewachsene Gemeinde wurde deshalb eine neue Kirche geplant.
Die neugotische Basilika mit mehr als 1600 Sitzplätzen wurde anstelle eines gotischen Vorgängerbaus in den Jahren 1839–1841 nach Plänen von Robert Chantrell erbaut. Seit 2012 trägt sie wegen ihrer geschichtlichen und gesellschaftlichen Bedeutung den Ehrentitel Minster. Im Jahr 2014 erfolgte die Schaffung einer Diözese Leeds aus den Diözesen Ripon and Leeds, Bradford und Wakefield. Aktuelle Planungen der Kirche von England sehen für St. Peter den Status einer Prokathedrale vor.

## Architektur und Ausstattung
Das Leeds Minster besteht aus einem etwa 40 m langen Langhaus und einem etwa gleich langen Chorbereich; beide Bauteile sind dreischiffig und vierjochig und haben hölzerne Emporen in der Arkadenzone; lediglich die polygonale Apsis ist nur einschiffig. Alle Bauteile werden von Holzdecken überspannt, nur die Vierung ist gewölbt. In der Mitte der Kirche kreuzt ein kurzes Querhaus, an dessen nördlichem Arm der hohe, auf quadratischem Grundriss errichtete Turm steht. Die Kirche ist reich an Schnitzwerk, Skulpturen und Bildfenstern aus verschiedenen Epochen.

### Orgel
Die Orgel wurde 1948 von den Orgelbauern Harrison & Harrison (Durham, London) erbaut. 1966 wurde das Instrument geringfügig ergänzt, 1997 durch den Orgelbauer A. J. Carter (Wakefield) umfassend restauriert und die gesamte Mechanik erneuert, und die Disposition erweitert. Im Jahre 2002 wurde ein neues Hochdruckregister, die Jubilee Trumpet, eingebaut. Das Instrument hat 83 Register auf vier Manualen und Pedal. Die Spieltrakturen sind elektropneumatisch, die Registertrakturen sind elektrisch.
| I Choir C–c4       |        |
| Contra Dulciana    | 16′    |
| Diapason           | 8′     |
| Quintadena         | 8′     |
| Gedeckt            | 8′     |
| Dulciana           | 8′     |
| Principal          | 4′     |
| Lieblich Flute     | 4′     |
| Dulcet             | 4′     |
| Nazard             | 2 ⁄3′  |
| Gemshorn           | 2′     |
| Tierce             | 1 3⁄5′ |
| Larigot            | 1 ⁄3′  |
| Sifflote           | 1′     |
| Dulciana Mixture V |        |
| Scharf III         |        |
| Cromorne           | 8′     |

| II Great C–c4     |       |
| Gross Geigen      | 16′   |
| Bourdon           | 16′   |
| Open Diapason I   | 8′    |
| Open Diapason II  | 8′    |
| Open Diapason III | 8′    |
| Geigen            | 8′    |
| Flauto Traverso   | 8′    |
| Gedact            | 8′    |
| Dulciana          | 8′    |
| Octave            | 4′    |
| Geigen Principal  | 4′    |
| Harmonic Flute    | 4′    |
| Octave Quint      | 2 ⁄3′ |
| Super Octave      | 2′    |
| Cornet III        |       |
| Furniture IV      |       |
| Contra Tromba     | 16′   |
| Posaune           | 8′    |
| Clarion           | 4′    |

| III Swell C–c4 |       |
| Bourdon        | 16′   |
| Open Diapason  | 8′    |
| Doppel Flote   | 8′    |
| Echo Gamba     | 8′    |
| Voix Celestes  | 8′    |
| Principal      | 4′    |
| Wald Flote     | 4′    |
| Twelfth        | 2 ⁄3′ |
| Fifteenth      | 2′    |
| Mixture IV     |       |
| Oboe           | 8′    |
| Tremulant      |       |
| Double Trumpet | 16′   |
| Trumpet        | 8′    |
| Horn           | 8′    |
| Vox Humana     | 8′    |
| Clarion        | 4′    |

| IV Solo C–c4      |     |
| Viole d’Orchestre | 8′  |
| Harmonic Flute    | 8′  |
| Concert Flute     | 4′  |
| Piccolo           | 2′  |
| Sesquialtera II   |     |
| Mixture III       |     |
| Clarinet          | 16′ |
| Tremulant         |     |
| Contra Tuba       | 16′ |
| Jubilee Trumpet   | 8′  |

| Pedal C–g1        |     |
| Double Open Wood  | 32′ |
| Open Wood         | 16′ |
| Open Diapason     | 16′ |
| Major Bass        | 16′ |
| Geigen            | 16′ |
| Violone           | 16′ |
| Sub Bass          | 16′ |
| Dulciana          | 16′ |
| Octave Wood       | 8′  |
| Principal         | 8′  |
| Violoncello       | 8′  |
| Bass Flute        | 8′  |
| Fifteenth         | 4′  |
| Flute             | 4′  |
| Octave Flute      | 2′  |
| Mixture III       |     |
| Double Ophicleide | 32′ |
| Ophicleide        | 16′ |
| Tuba              | 16′ |
| Clarinet          | 16′ |
| Posaune           | 8′  |
| Schalmei          | 4′  |